# Maumoon Abdul Gayoom
 Maumoon Abdul Gayoom (* 29. prosince 1937) je bývalý prezident Maledivské republiky. Ostrovnímu státu vládl 30 let, od roku 1978 do roku 2008.

## Život
M. A. Gayoom se narodil v rodině střední třídy. V Male vystudoval střední školu, později se dostal na univerzitu Al-Azhar v Káhiře a Americkou univerzitu, kde získal titul M.A. (master of arts) z islámských studií. Dále pokračoval ve studiu práv a filozofie. Díky výborným znalostem problematiky a historie islámu učil v Nigérii na Abdullahi Bayero College od roku 1969 do roku 1971. Později se vrátil na Maledivy a začal se věnovat službám republice.
Působil na ministerstvu dopravy, později se stal ředitelem telekomunikačního úřadu. V roce 1974 se stal sekretářem předsedy vlády, v roce 1975 zástupcem velvyslance na Srí Lance a reprezentantem Malediv při OSN. V listopadu 1978 jej Majlis nominoval na prezidentského kandidáta. 11. listopadu 1978 nastoupil do pětileté funkce prezidenta. Znovu zvolen byl 30. září 1983 (95,6 % všech hlasů), 23. září 1988 (96,4 %), 1. října 1993 (92,76 %) 16. října 1998 (90,9 %) a 11. října 2003 (90,28 %). V prvních demokratických volbách uskutečněných v říjnu 2008 ho porazil bývalý politický vězeň Mohamed Nasheed.
Má ženu a 4 děti. Jeho zájmy jsou astronomie, fotografování, kaligrafie a kriket.